# Clive Dunn
Clive Dunn (ur. 9 stycznia 1920 w Londynie, zm. 6 listopada 2012 w Algarve) – brytyjski aktor i piosenkarz, znany przede wszystkim z występów w serialu Armia tatuśka (1968–1977).

## Życiorys
Był absolwentem prywatnej szkoły aktorskiej Italia Conti Academy of Theatre Arts w Londynie. W kinie zadebiutował jako nastolatek, pierwszym filmem z jego udziałem, choć w małej roli niewymienionej w napisach, była komedia Boys Will Be Boys z 1935. W czasie II wojny światowej trafił do armii. Podczas walk w Grecji został wzięty do niemieckiej niewoli i spędził cztery lata w obozach jenieckich w Austrii.
Po wojnie powrócił do aktorstwa, występując w teatrze i na estradzie, głównie w bardzo lekkich spektaklach komediowych i muzycznych. W latach 50. występował m.in. w serialu komediowym The Tony Hancock Show. W 1960 został obsadzony w serialu Bootsie and Snudge, gdzie po raz pierwszy zagrał staruszka, w rzeczywistości będąc czterdziestolatkiem. Umiejętność grania takich postaci okazała się nieoceniona w najbardziej znanej produkcji z jego udziałem, serialu Armia tatuśka. Dunn wcielał się tam w kaprala Jacka Jonesa, ponad siedemdziesięcioletniego weterana wojen kolonialnych w Sudanie (akcja serialu toczy się w latach 40.), który pomimo wieku nadal jest pełen animuszu i z zapałem służy w oddziale obrony terytorialnej. Choć grana przez Dunna postać była najstarszym bohaterem serialu, on sam – mając na początku jego produkcji 48 lat – należał do młodszych członków obsady złożonej głównie z bardzo dojrzałych aktorów. W późniejszych latach występował także w serialach Here Come the Double Deckers!, My Old Man i Grandad, gdzie również grał starszych panów.
W 1970 nagrał piosenkę Grandad (Dziadek), w której wcielał się w tytułowego bohatera. Przez trzy tygodnie stycznia 1971 utwór ten zajmował pierwsze miejsce na liście UK Singles Chart. Później nagrał jeszcze kilkanaście singli, lecz nie odniosły już takiego sukcesu.
W 1975 uhonorowany tytułem Oficera Orderu Imperium Brytyjskiego (OBE).
W 1984 zakończył karierę aktorską i zamieszkał w Portugalii, gdzie poświęcił się malarstwu. Pod koniec życia musiał zrezygnować z tej pasji z powodu postępującej utraty wzroku. Zmarł 6 listopada 2012 w szpitalu w Algarve, w wyniku komplikacji po przebytej kilka dni wcześniej operacji. Miał 92 lata.

### Życie prywatne
Dunn był dwukrotnie żonaty. Jego pierwszą żoną (1951–1958) była modelka Patricia Kenyon. W 1959 poślubił młodszą od siebie o 14 lat aktorkę Priscillę Pughe-Morgan, z którą pozostał przez kolejne 53 lata, aż do swojej śmierci.